# إيكو ناكاياما
إيكو ناكاياما (باليابانية: 中山英子؛ بالكانا: なかやま えいこ) هي متزلجة تزلج صدري يابانية، ولدت في 28 سبتمبر 1970 في ماتسوموتو في اليابان.

## وصلات خارجية
- إيكو ناكاياما على موقع IBSF (الإنجليزية)
- إيكو ناكاياما على موقع اللجنة الأولمبية الدولية (الإنجليزية)
- إيكو ناكاياما على موقع أوليمبيديا (الإنجليزية)